# Baai van Tallinn
De Baai van Tallinn of Golf van Tallinn (Estisch: Tallinna laht) is een baai binnen de territoriale wateren van Estland. De baai is een onderdeel van de Finse Golf, die op zijn beurt een onderdeel van de Oostzee is, en wordt begrensd door het schiereiland Viimsi in het oosten, de kust van de Estische hoofdstad Tallinn in het zuiden, het eiland Naissaar in het westen en het  eiland Aegna in het noorden.
Het wateroppervlak van de baai bedraagt ongeveer 200 km². Dicht langs de kust is de baai tamelijk ondiep, maar de oevers lopen steil af. De grootste diepte is 100 meter.

## Onderdelen
Zelf een onderdeel van de Golf van Finland, heeft de Baai van Tallinn op zijn beurt ook een aantal onderdelen, van oost naar west:
- De Rede van Tallinn (Estisch: Tallinna reid) tussen de schiereilanden Viimsi en Paljassaare.
- De Baai van Paljassaare (Estisch: Paljassaare laht) tussen de schiereilanden Paljassaare en Kopli.
- De Baai van Kopli (Estisch: Kopli laht) tussen de schiereilanden Kopli en Kakumäe.
- De Baai van Kakumäe (Estisch: Kakumäe laht) ten westen van Kakumäe.

## Havens
Belangrijke havens aan de Baai van Tallinn zijn:
- De haven van Miiduranna, die geschikt is voor kleinere vrachtschepen.[1]
- De haven in de Tallinnse wijk Pirita, die in de jaren zeventig is aangelegd voor het onderdeel zeilen op de Olympische Zomerspelen van 1980 en nu als jachthaven wordt gebruikt.
- De oude haven (Estisch: Vanasadam) in de wijk Sadama, die tegenwoordig vooral gebruikt wordt door passagiersschepen. Vanuit deze haven vertrekken veerboten naar Helsinki, Stockholm en Sint-Petersburg.[2]
- Miinisadam in de wijk Karjamaa, de belangrijkste haven van de Estische marine.
- Paljassaare sadam in de wijk Paljassaare, vooral voor vrachtschepen.
- Bekkeri sadam in de wijk Kopli, eveneens voor vrachtschepen.[3]
- De jachthaven van de wijk Kakumäe.

## Stranden
Aan de Baai van Tallinn liggen vier populaire stranden:
- Merivälja rand en Pirita rand langs de kust van de wijken Merivälja en Pirita. Deze stranden lopen in elkaar over.
- Pikakari rand aan de kust van de wijk Paljassaare.
- Stroomi rand langs de kust van de wijken Pelguranna en Merimetsa.
- Kakumäe rand aan de kust van de wijk Kakumäe.

## Foto’s

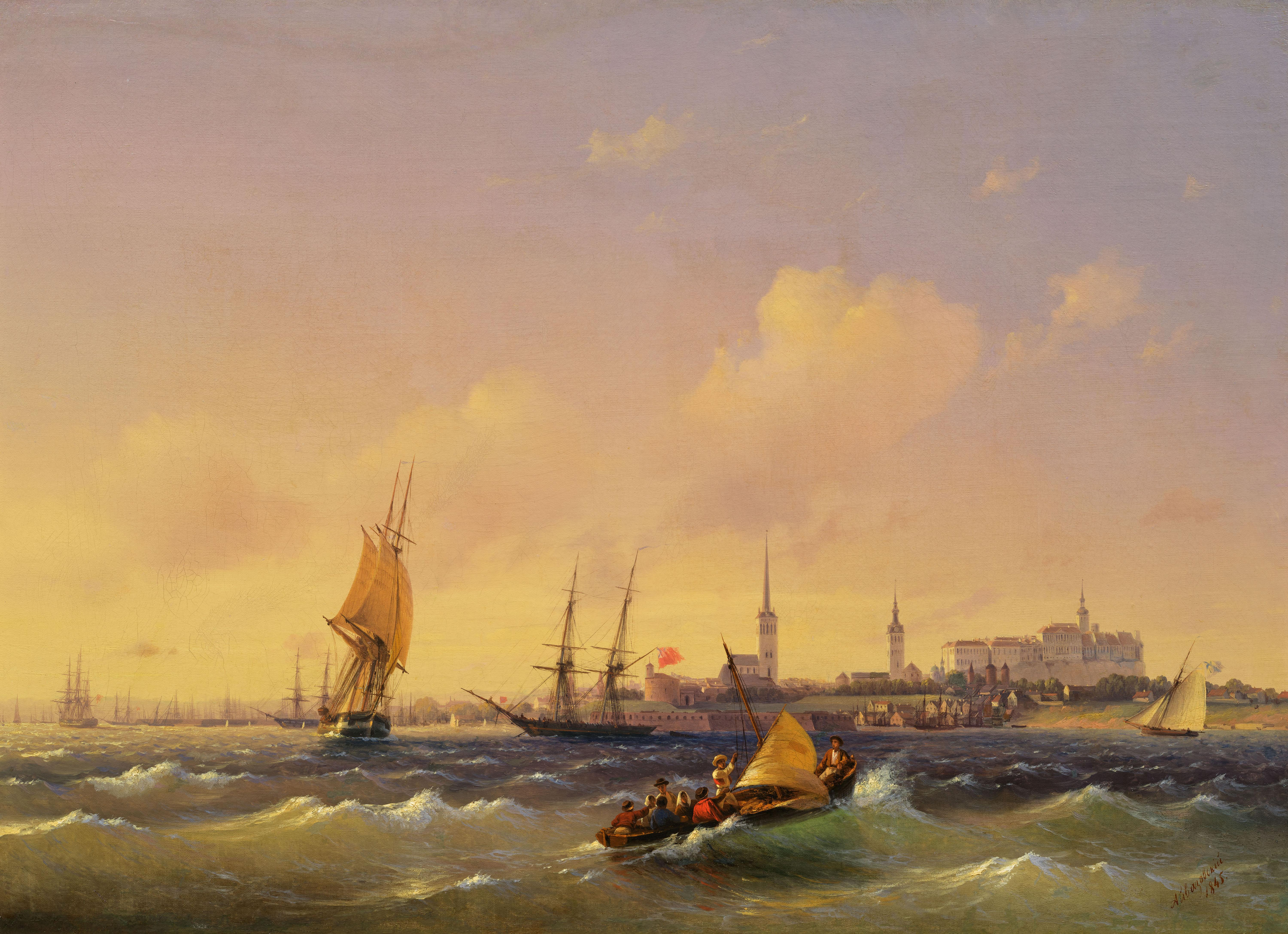
De Baai van Tallinn, geschilderd door Ivan Aivazovski in 1845
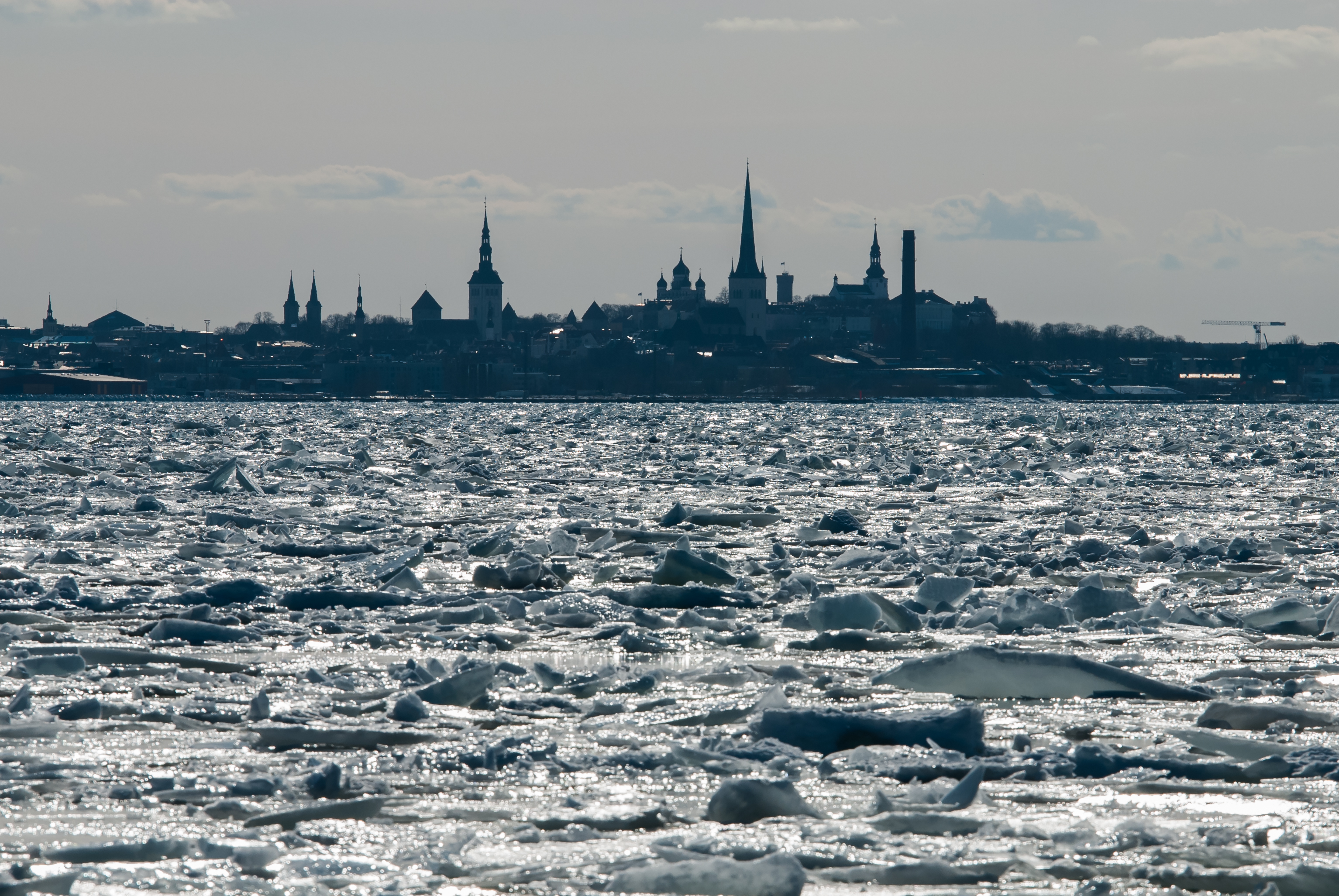
De Baai van Tallinn in de winter
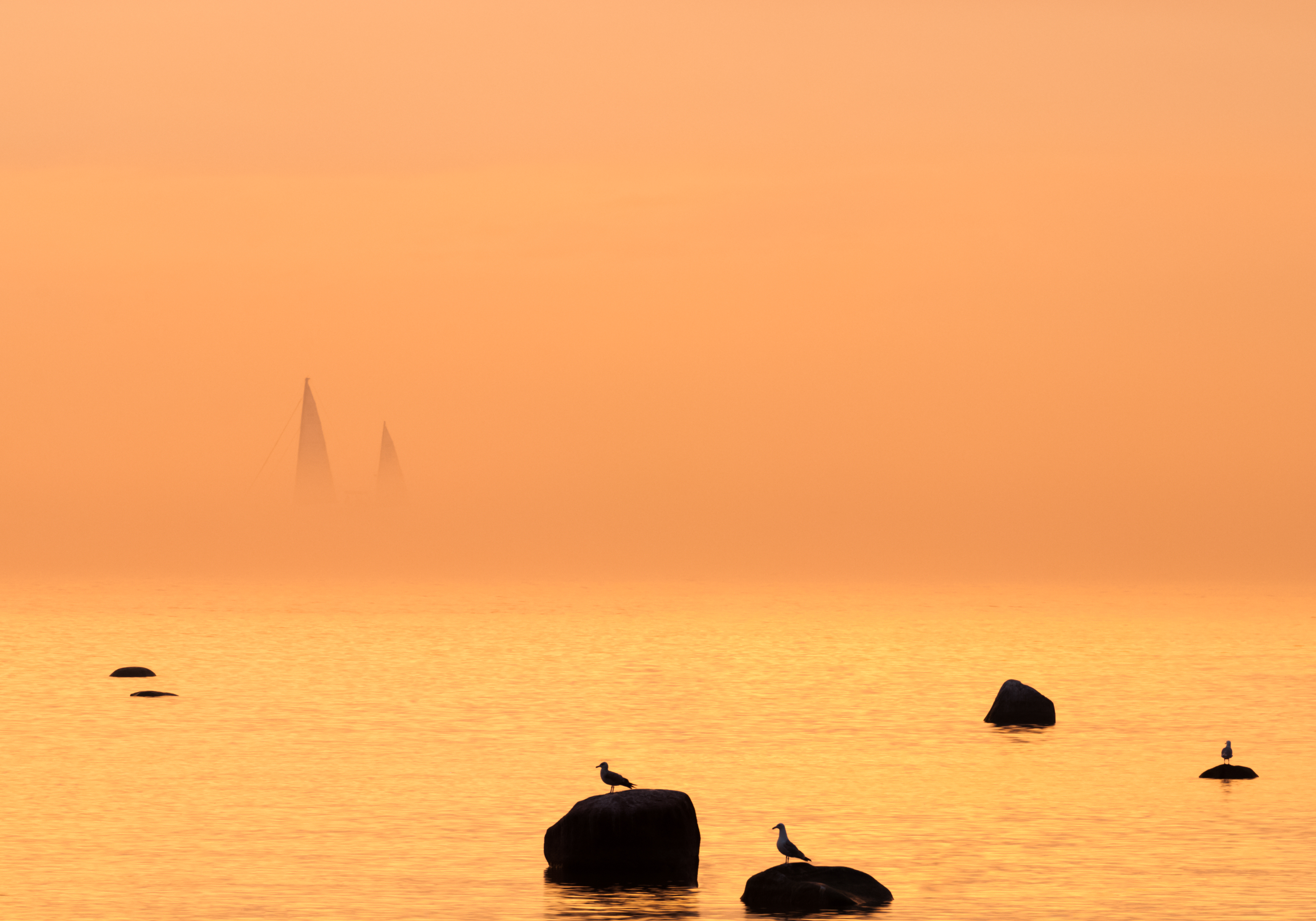
Zonsondergang boven de Baai van Tallinn na een mistige dag
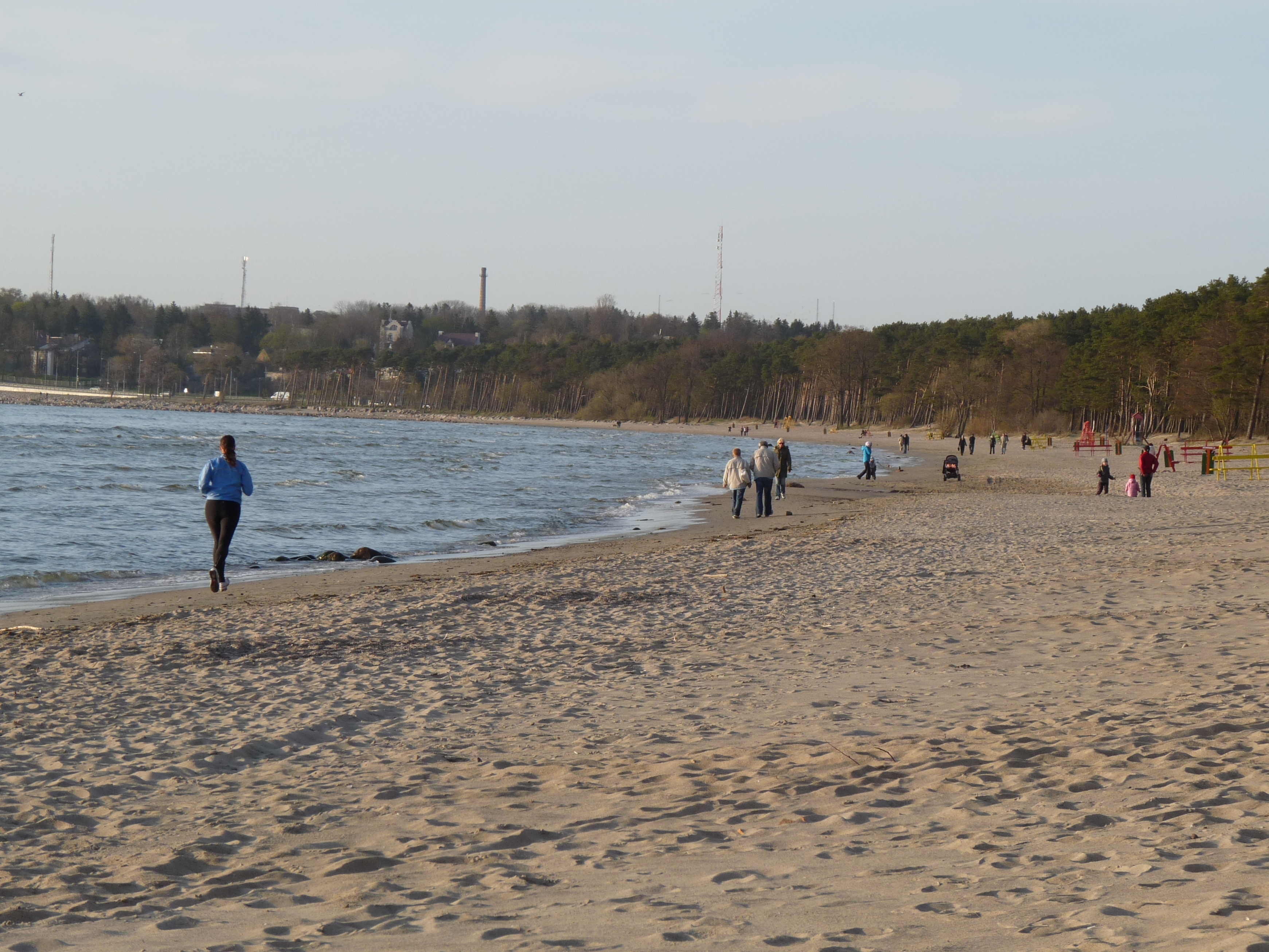
Het strand van Pirita
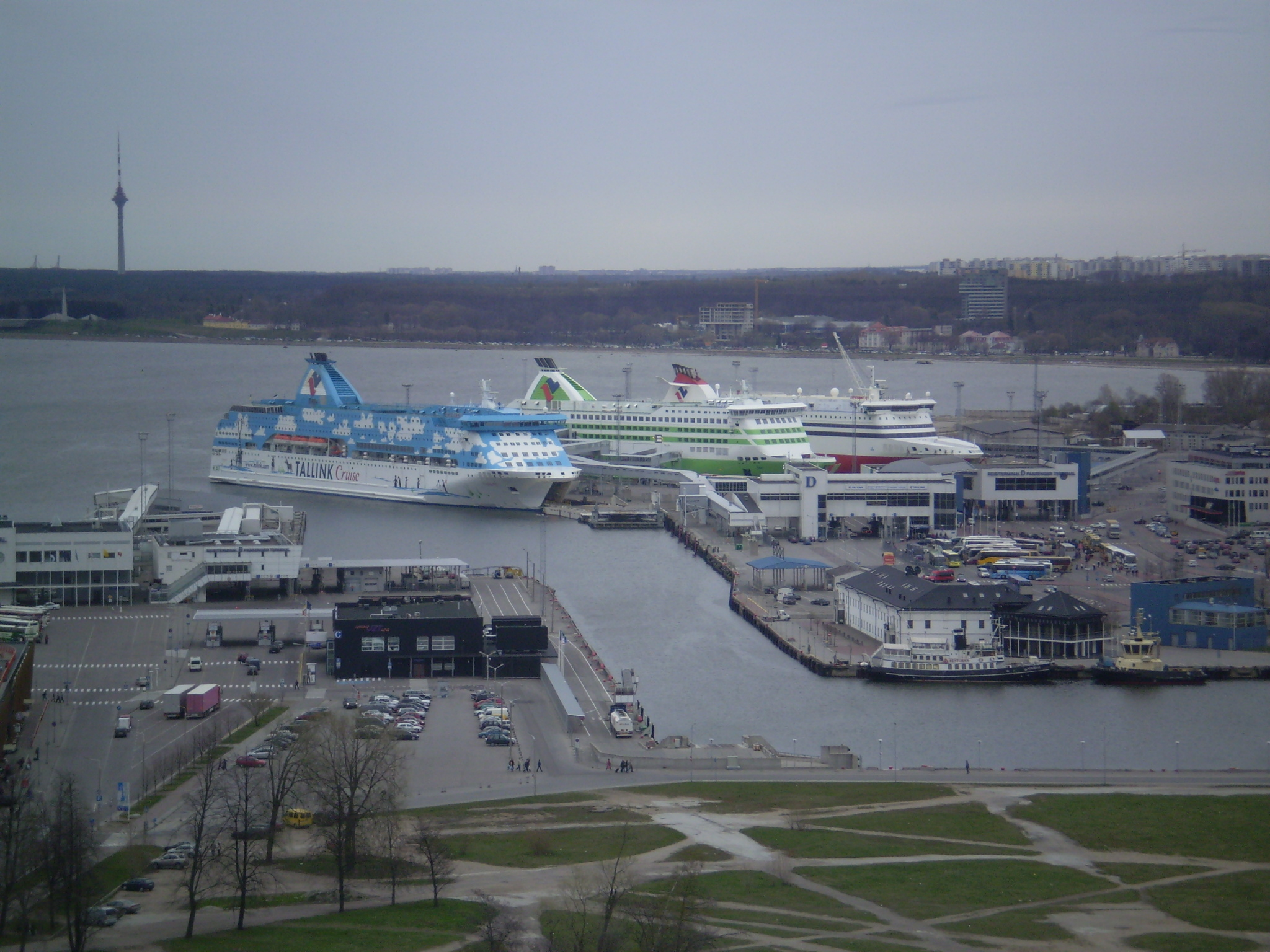
De passagiershaven van Tallinn
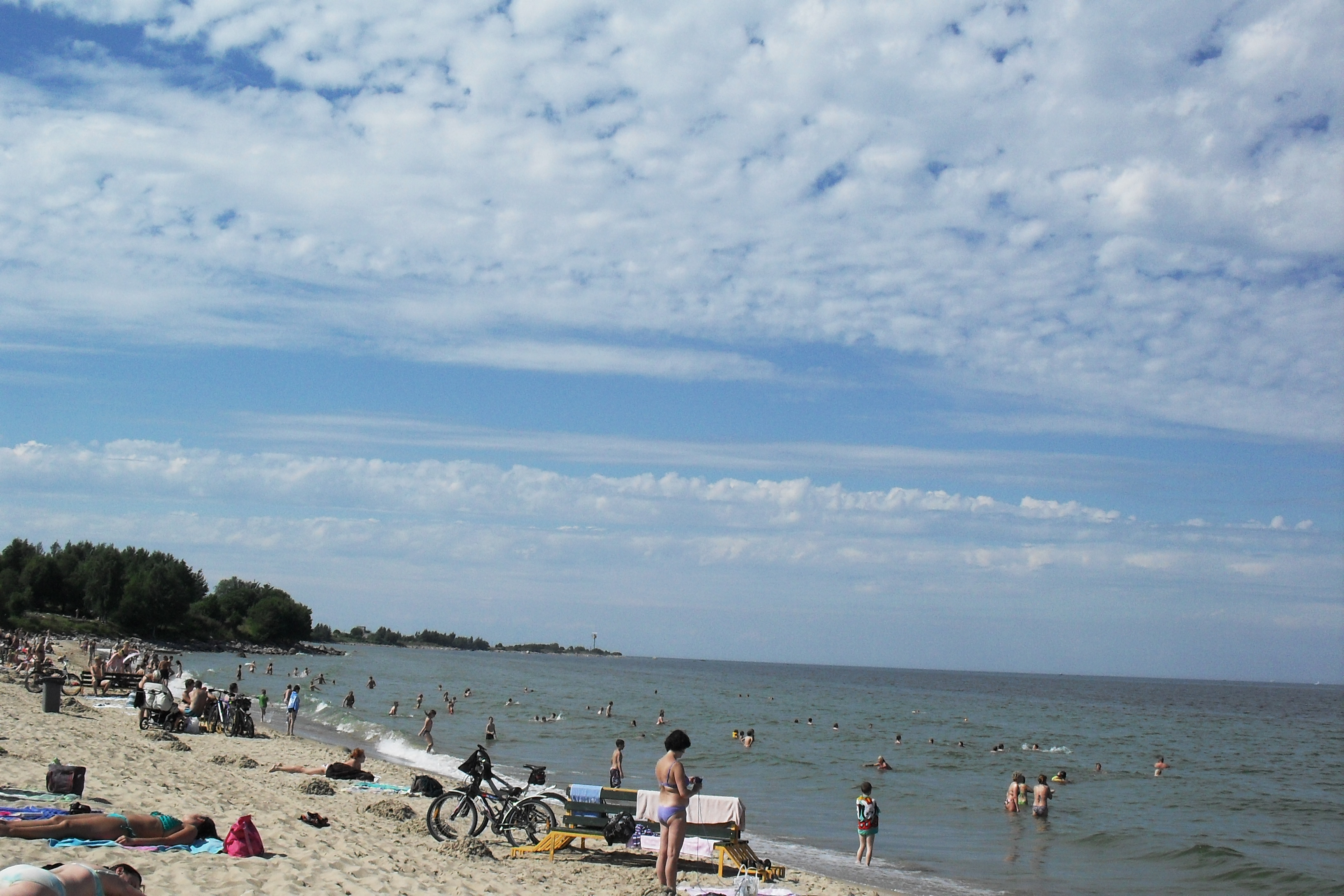
Pikakari rand
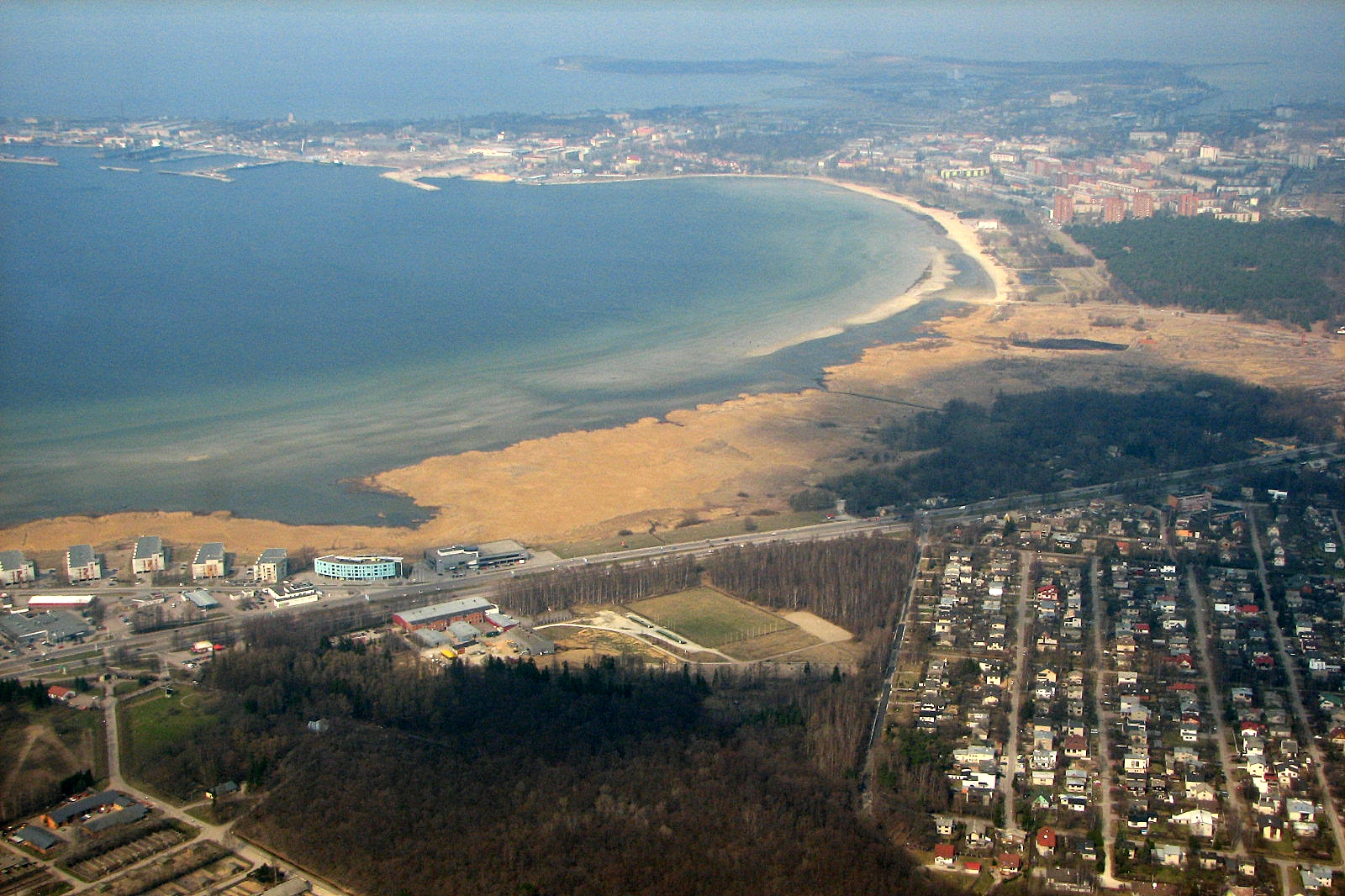
De Baai van Kopli
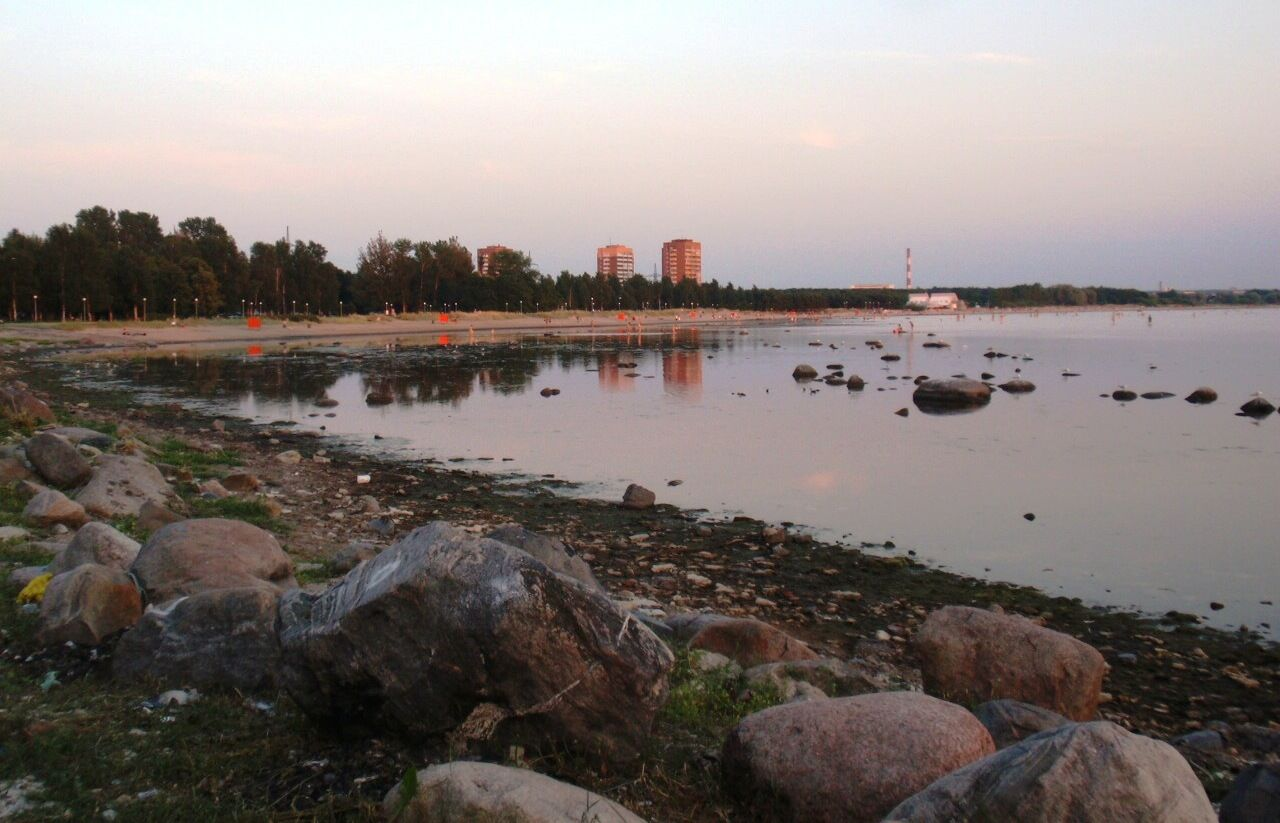
Stroomi rand
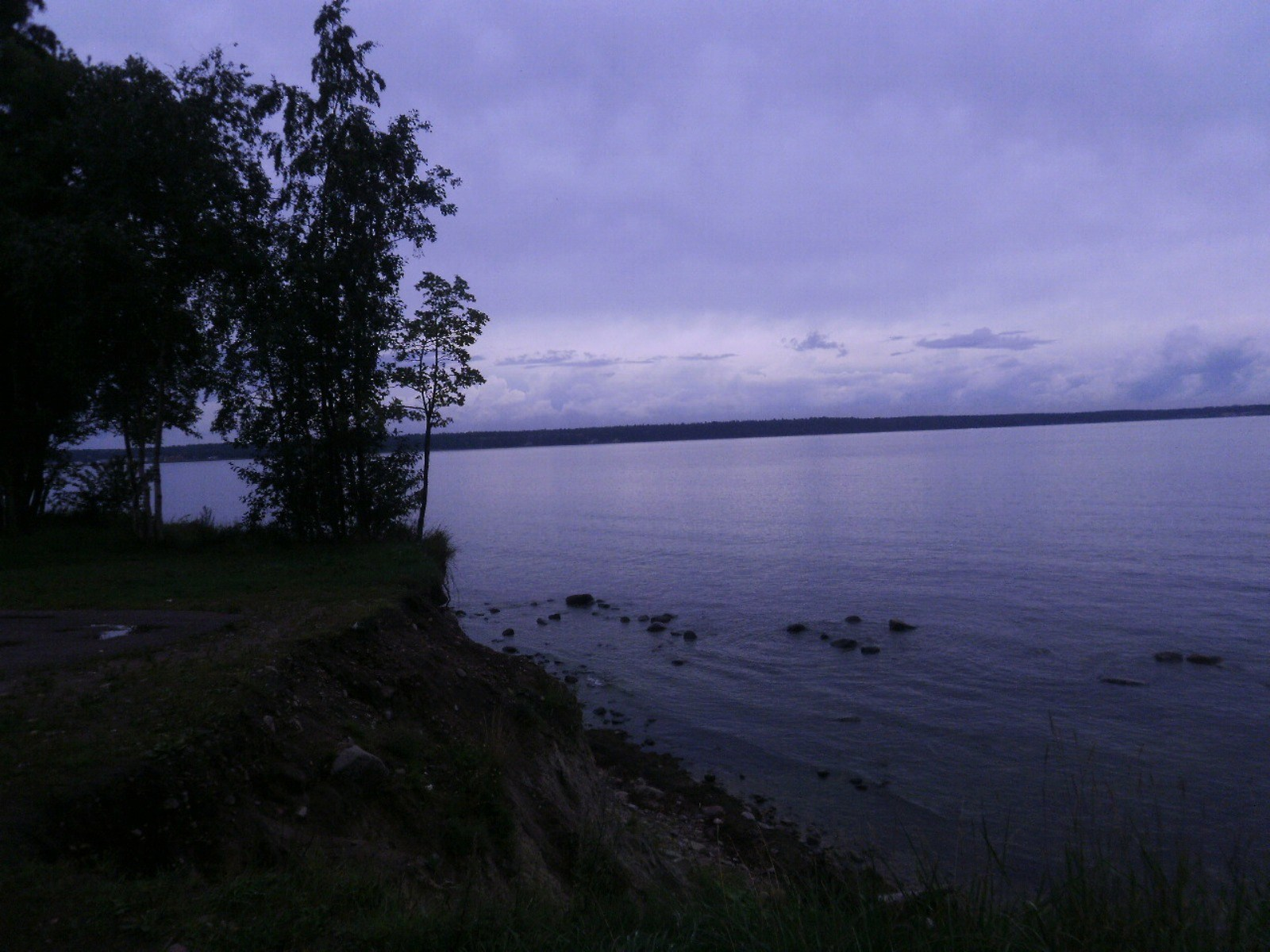
De Baai van Kakumäe
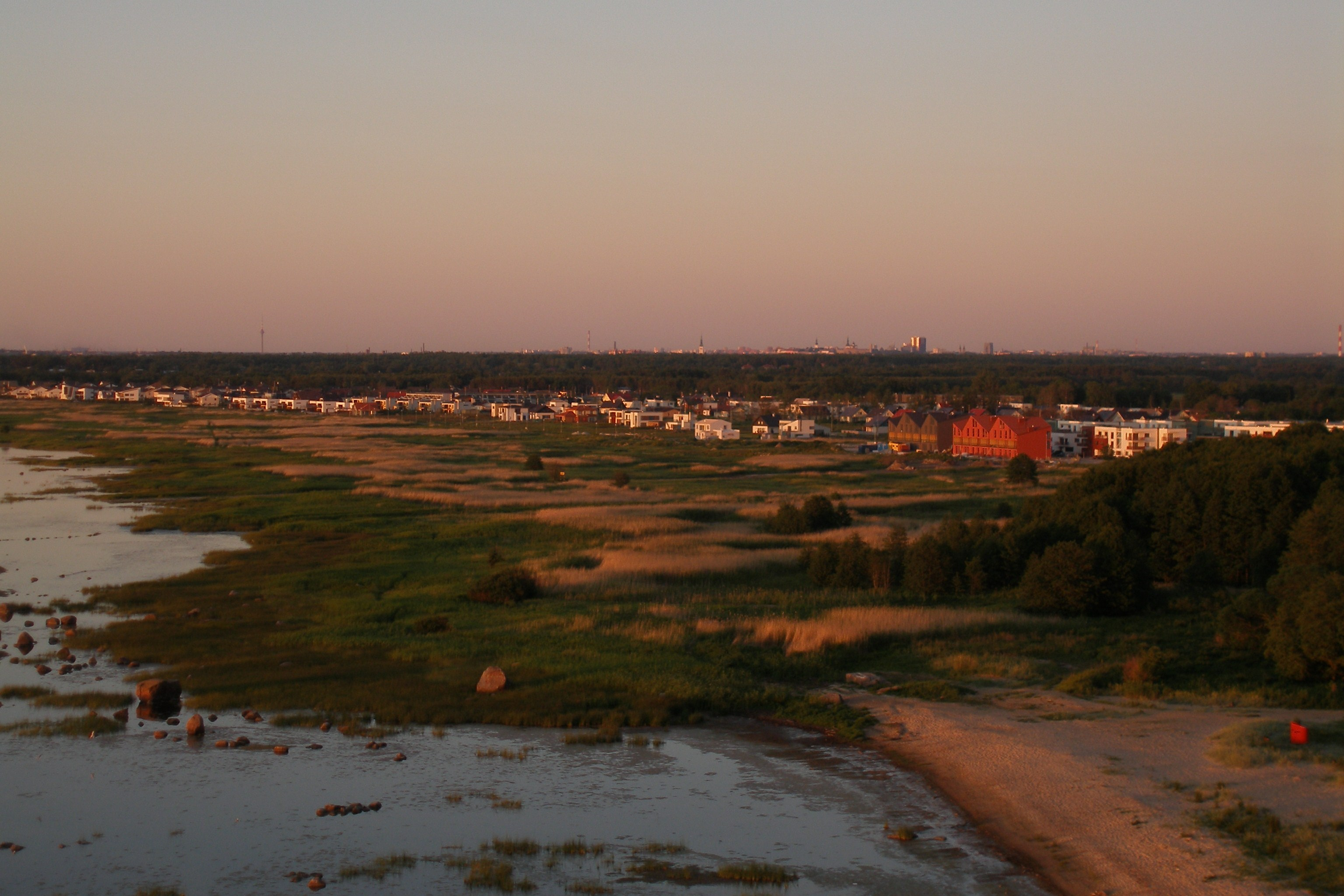
De kust van Tiskre
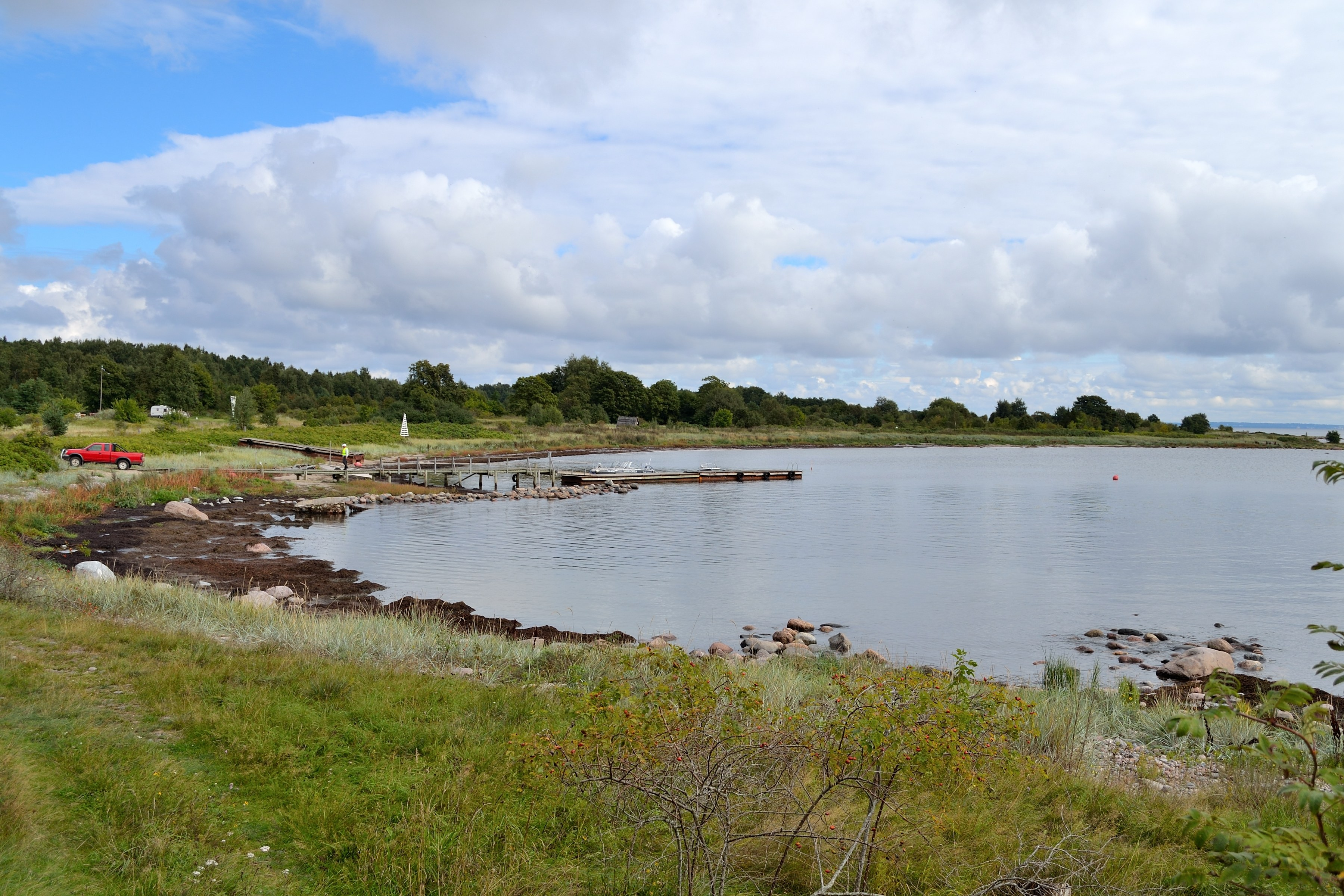
Haven aan de zuidkust van Naissaar